# 玉篇

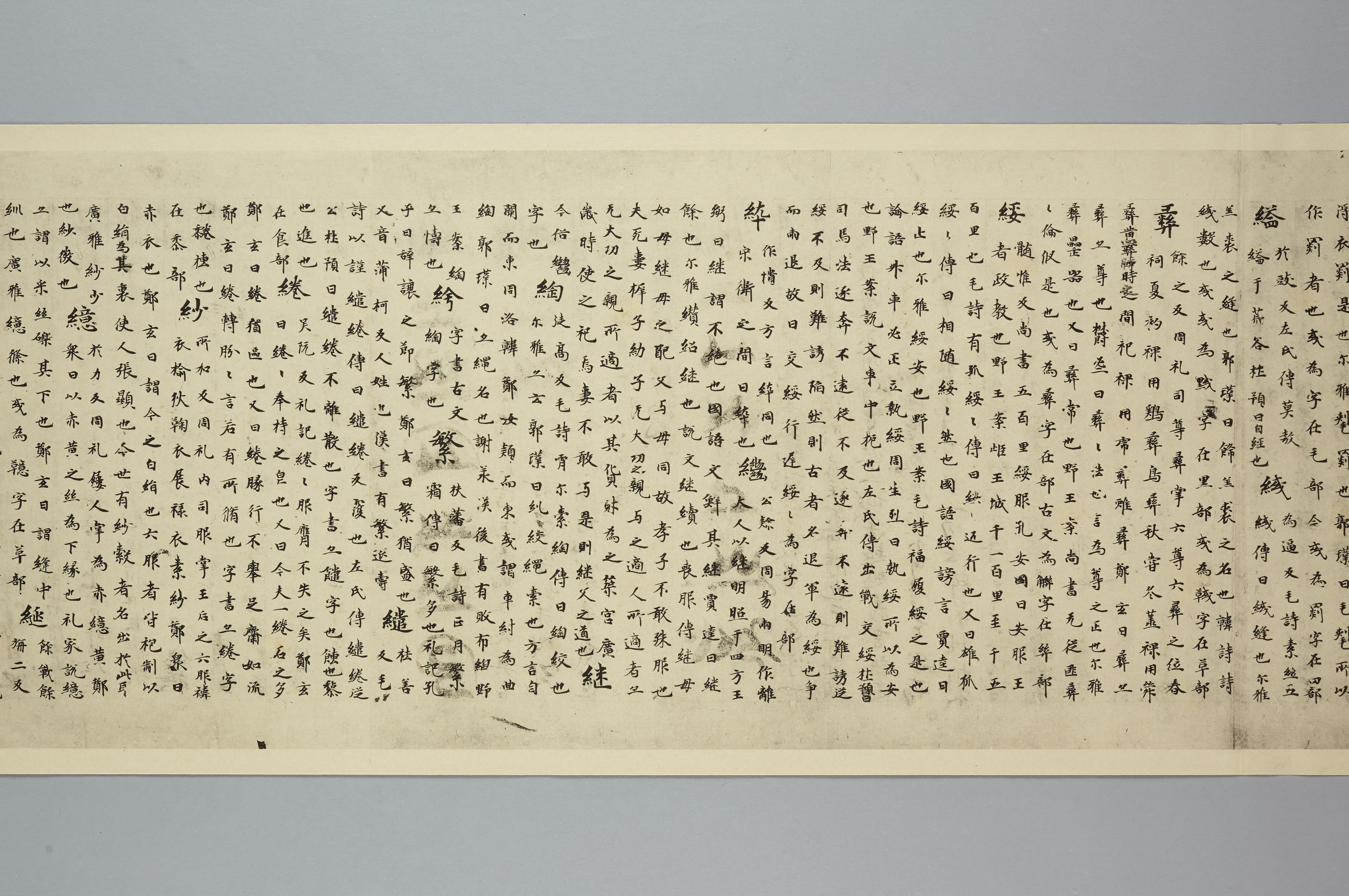
原本玉篇巻27、石山寺蔵、東方文化学院による影印本

『玉篇』（ぎょくへん、ごくへん）は、中国南北朝時代の南朝梁の顧野王によって編纂された部首別漢字字典。字書としては『説文解字』『字林（現存せず）』の次に古い。
全30巻。親字は『説文解字』『字林』と異なり楷書で記す。
部首の数は『説文解字』540部とほぼ等しい542部で、「一」に始まり「亥」に終わる点も『説文』と同じだが、途中の配列順は異なり、類書風に同類の部首をまとめるなど、検索の便宜をはかった独自の工夫が見られる
。
全体が残るのは北宋に成立した『大広益会玉篇』であり、それ以前のテキストは部分的にしか残っていない。

## 原本玉篇
543年に顧野王によって編纂された元々の『玉篇』のことを、とくに原本玉篇と呼ぶ。
収字数は16,917字
。体例は、まず字音を反切によって示し、経書およびその注釈書から大量の引用を行って字義を示し、さらに顧野王自身の考えを「野王案」として加えることもある。さらに異体字があるときはそれを列挙して、それらがどの部首にあるかを記している。この膨大な説明は『説文解字』の極端に短い説明と対照的である。
原本玉篇は中国では滅んでしまい、日本にいくつか残巻が残る。これらの残巻は国宝になっている。現存するテキストは巻八・九・十八・十九・二十二・二十四・二十七の一部で、親字は全部あわせて約2,100字であり、全体の約12%にあたる。
空海が編纂したといわれる『篆隷万象名義』は、篆書部分を除いて親字の配列が原本玉篇残巻と一致し、説明も玉篇から抜き出したもので、これによって原本玉篇の全体像をある程度知ることができる。
清末に日本に残る漢籍を収集した黎庶昌・楊守敬らによって出版された『古逸叢書』に原本玉篇が含まれ、中国でも広く知られるようになったが『古逸叢書』本は原本の影印ではなく模写本によっているために問題が多い。中華民国にはいると羅振玉が新たに『原本玉篇残巻』を影印出版した。日本では1930年代に東方文化学院から影印本が出版されている。
原本玉篇は編纂後間もなく蕭愷らが改訂したといい
、また唐代の674年に孫強によって字数を増補されたという
。孫強本(上元本)も現存しないので、日本の残巻が孫強以前のものなのかどうかははっきりしない。
これ以外に敦煌からも唐写本玉篇断簡が発見されている
。

## 大広益会玉篇
北宋の大中祥符6年（1013年）には陳彭年らによって『大広益会玉篇』として重修されたが、語釈部分や用例は逆に大きく削られて簡略化され、字義を示す語だけが残されている。また親字の配列順も原本玉篇とは異なっている。宋代の『大広益会玉篇』は、28,989字を収載している。
『大広益会玉篇』の宋代の刊本は少なく、日本では宮内庁書陵部に南宋の刊本がある。中国では宋代の刊本をもとにした沢存堂本の影印本がよく使われている。

## 後世への影響
『玉篇』は日本や朝鮮半島に大きな影響を及ぼした。室町時代初期に編まれたといわれる『倭玉篇』は『大広益会玉篇』の影響を大きく受けているといわれる。室町時代・江戸時代を通じて広く用いられ、「倭玉篇（和玉篇）」とは漢和辞典そのものを指す言葉ともなった。
また朝鮮半島でも広く用いられ、崔世珍の『韻会玉篇』が編まれるなどしている。現在でも韓国では部首別漢字字典自体を指す言葉に「玉篇」（オッピョン、옥편）を使っている。

## 注
1. ↑  
たとえば巻九は口で行う動作に関する「言・曰・音・告・欠・食」などが集められている（「口」自体は巻五に「舌・歯・牙・彡」など頭部の器官として集められている）。
2. ↑  
  『封氏聞見記』巻二の「文字」の章に「梁朝顧野王撰『玉篇』三十巻、凡一万六千九百一十七字」とある。
    (中国語) 封氏聞見記/卷二, ウィキソースより閲覧。
  封氏聞見記は巻四の「尊號」の章に興元があることから、
  後述する上元の孫強の増字以降の字数ということになる。
3. ↑  
『梁書』蕭子顕伝に「先是時太学博士顧野王奉令撰『玉篇』。太宗嫌其書詳略未当、以愷博学、於文字尤善、使更与学士刪改」とある。
4. ↑  
『大広益会玉篇』の巻頭に「唐上元元年甲戌歳四月十三日、南国処士富春孫強増加字」とある。
5. ↑  
高田は、これらの断簡では字音を反切ではなく直音で示し、日本に残る残巻よりも義注が短縮されていることから、大衆的改編本の一つと見た(高田 1987、また高田 1988)。
6. ↑  
岡井 1933, p. 205による。